# Oxaluria
Se llama oxaluria a la eliminación persistente de oxalato de calcio a través de la orina caracterizada por la formación de sedimentos de esta sal.
El ácido oxálico se presenta en las orinas cuando se hace uso de los vegetales que lo contienen en gran cantidad como son las espinacas, los espárragos, los tomates, etc. En estado normal se eliminan dos centigramos de ácido oxálico en las veinticuatro horas. Se observa la oxaluria en algunos casos de diabetes, gota, polisarcia, ictericia y otras enfermedades. 
Sus síntomas son dolores en la región renal, dispepsia, neurastenia, aumento en la proporción del ácido oxálico eliminado, alternado con fosfaturia y albuminuria.